# Обратная сторона Луны (мультфильм)
«Обратная сторона Луны» — мультипликационный фильм, который снял в 1983 году режиссёр Александр Татарский.

## Сюжет
Мультфильм в шутливой манере рассказывает о традиционном кавказском гостеприимстве.
Главный герой фильма — грузин — несёт по пустому экранному пространству сундук. Решив сделать привал, он достаёт из сундука сначала кувшин с вином, затем друга, жену, потом остальных участников застолья, козла-гармониста, играющего «Чито-гврито», и весь остальной мир. Ночью он пытается полюбоваться на обратную сторону Луны через телескоп, однако сварливая жена настраивает против него всех. Обидевшийся герой сворачивает всё обратно в сундук и уходит, чтобы потом начать всё заново.

## Создатели
| авторы сценария            | Евгений Назаренко, Игорь Ковалёв                                        |
| режиссёр                   | Александр Татарский                                                     |
| художник-постановщик       | Елена Косарева                                                          |
| композитор                 | Владимир Назаров                                                        |
| оператор                   | Эрнст Гаман                                                             |
| звукооператор              | Нелли Кудрина                                                           |
| художники-мультипликаторы: | Владлен Барбэ, Александр Татарский, Александр Федулов, Валерий Токмаков |
| фильм озвучивал:           | Алексей Птицын                                                          |
| художники:                 | Ирина Дорошенко, Игорь Романов, Александр Брежнев                       |
| монтажёр                   | Любовь Георгиева                                                        |
| редактор                   | Алиса Феодориди                                                         |
| директор                   | Зинаида Сараева                                                         |

## Награды
- Фильм «Обратная сторона Луны» получил много фестивальных наград:
  - Приз «Золотой клоун» на VI МКФ в Загребе, 1984;
  - Диплом на МКФ в Лондоне, 1984, и др.[2]

## Издание на видео
- До середины 1990-х годов Studio PRO Video выпускала этот мультфильм на VHS в сборнике лучших советских мультфильмов А. Татарского.
- В 2000 году компания «Мастер Тэйп» совместно с «Союз Видео» при поддержке «Гостелерадиофонда» предоставила лицензионные VHS-копии с мастер-кассеты Betacam SP целый цикл мультфильмов «Детский кинотеатр: Следствие ведут Колобки» совместно с лучшими мультфильмами Т. О. Экран Александра Татарского, и в системе PAL.
- С 2002 года выпускался на DVD в сборнике мультфильмов Александра Татарского «Падал прошлогодний снег» со звуком Stereo 2.0 впервые в системе NTSC. Также выпущен на DVD в сборнике мультфильмов «Следствие ведут колобки» в системе PAL.

## Факты
Г. Бородин писал: «Некоторые готовые фильмы „просачивались“ сквозь барьеры благодаря случаю. В качестве примера — ещё один рассказ А. М. Татарского: «„Обратная сторона Луны“ случайно проскочила, потому что к тому же Хессину (директору студии), к нему приехал из Грузии друг, директор грузинской киностудии Резо Чхеидзе, автор моего любимого фильма „Отец солдата“. И Хессин, принимая фильм, позвал его, потому что фильм, так сказать, „с грузинским акцентом“... Чхеидзе мультфильм понравился, и это был единственный случай, когда Хессин сказал: „Давайте акт, я подпишу все“».